# József Kristóffy

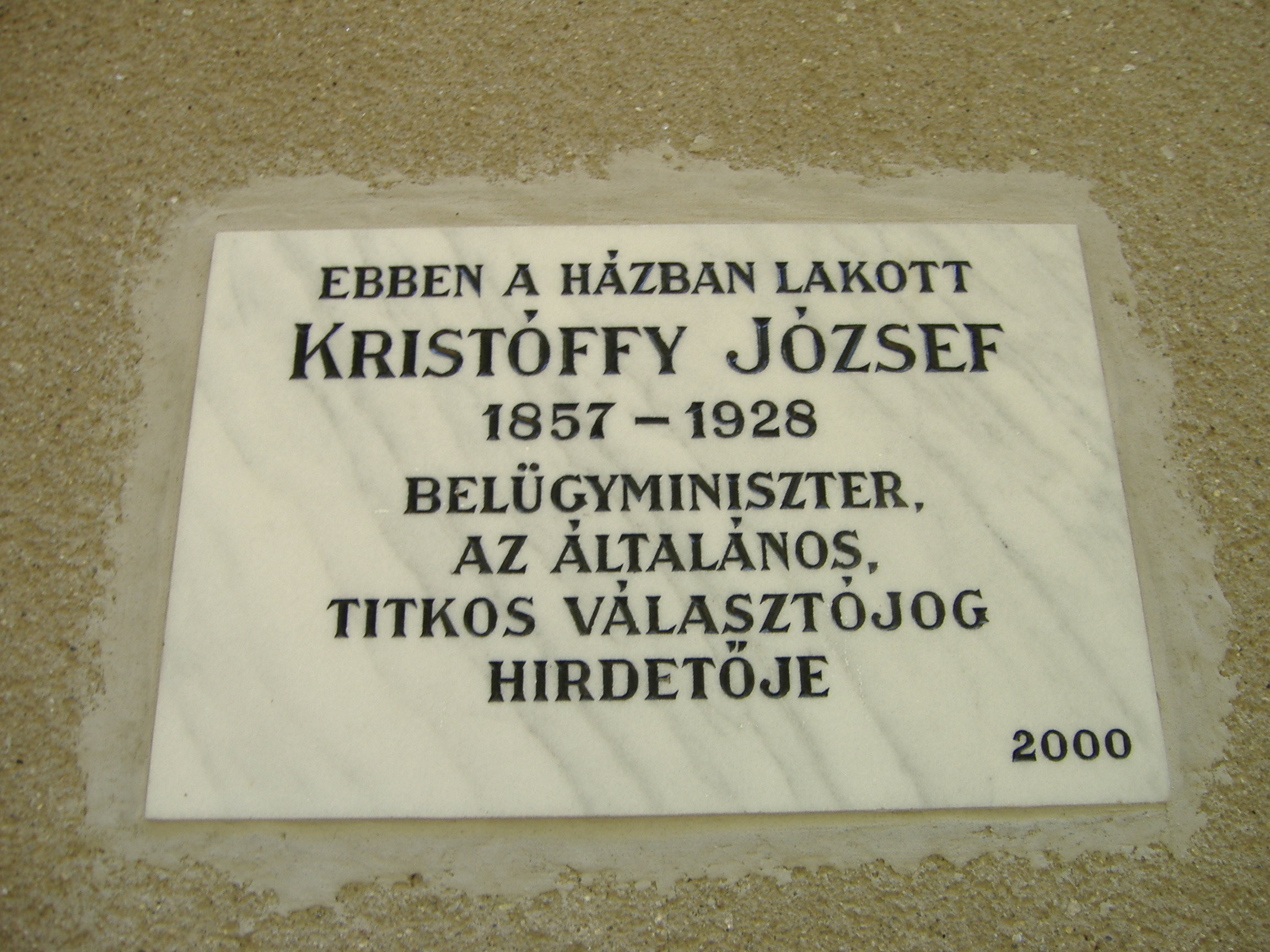
Gedenksteen voor József Kristóffy aan zijn geboortehuis in Makó

József Kristóffy (Makó, 17 september 1857 - Boedapest, 29 maart 1928) was een Hongaars politicus en minister van Binnenlandse Zaken van Hongarije in 1905 en 1906.

## Biografie
Kristóffy studeerde rechten aan de universiteiten van Boedapest en Wenen, waarna hij aan de slag ging als ambtenaar voor het comitaat Csanád. In 1896 werd hij afgevaardigde in de Rijksdag voor de Liberale Partij en in 1903 werd hij opper-ispán van het comitaat Szatmár.
In de loop van de Hongaarse crisis werd hij op 18 juni 1905 aangesteld als minister van Binnenlandse Zaken in de nieuwe regering onder leiding van generaal Géza Fejérváry. Deze regering beschikte echter niet over een meerderheid in de Rijksdag. Daarom beschouwde de oppositie, aangevoerd door de Onafhankelijkheidspartij deze regering als ongrondwettelijk. Toch regeerde de regering-Fejérváry, gesteund door koning Frans Jozef, verder zonder de steun van een parlementaire meerderheid. De oppositie riep vervolgens op tot een "nationale weerstand" tegen deze "militaire regering", waardoor er in sommige comitaten geen belastingen werden geïnd of geen soldaten werden gerekruteerd voor de Honvéd, het Hongaarse leger. Kristóffy reageerde hierop met harde politiemaatregelen.
Nadat Fejérváry zijn ontslag had aangeboden bij de koning, dat door deze werd geweigerd, knoopte Kristóffy - de eigenlijke machthebber binnen de regering - onderhandelingen aan met de sociaaldemocraten en de links-liberalen, die hij kiesrecht- en sociale hervormingen in het vooruitzicht stelde. De etnisch-Hongaarse adellijke elite vreesde echter dat het algemeen stemrecht haar bevoorrechte positie in het gedrang zou brengen. Hierdoor ontstond een explosief politiek klimaat en het Oorlogsministerie in Wenen beraamde dan ook plannen (het zogenaamde "geval U") om een eventuele opstand in Hongarije met geweld in de kiem te smoren. Nadien kantte de publieke opinie zich langzamerhand tegen de oppositie en werd er een compromis bereikt, waardoor Sándor Wekerle opnieuw premier werd en Kristóffy op 8 april 1906 aftrad als minister van Binnenlandse Zaken.
Hij trok zich vervolgens terug uit het politieke leven, maar kwam in 1911 terug in de Rijksdag als afgevaardigde voor Békéscsaba. Hij was kortstondig lid van de kring rond aartshertog Frans Ferdinand, die de voorrechten van Hongarije wilde inperken.